# Taragt, Övörkhangai
Taragt (tiếng Mông Cổ: Тарагт) là một sum của tỉnh Övörkhangai tại miền nam Mông Cổ. Vào năm 2008, dân số của sum là 3.313 người.

## Địa lý
Tỉnh lị Arvaikheer nằm ở bên trong sum, tuy nhiên đây là một thực thể hành chính độc lập. Trung tâm sum nằm cách Arvaikheer 35 km về phía tây, và cách thủ đô Ulaanbaatar 465 km.

### Khí hậu
Khu vực này có khí hậu bán khô hạn. Nhiệt độ trung bình hàng năm trong khu vực là 3 °C. Tháng ấm nhất là tháng 7, khi nhiệt độ trung bình là 20 °C và lạnh nhất là tháng 1, với -16 °C. Lượng mưa trung bình hàng năm là 361 mm. Tháng mưa nhiều nhất là tháng 7, với lượng mưa trung bình là 116 mm và khô nhất là tháng 12, với lượng mưa 3 mm.

## Dân số
Dưới đây là dân số của Taragt qua các năm:
| 2007  | 2008  | 2009  | 2010  | 2011  |
| ----- | ----- | ----- | ----- | ----- |
| 3.418 | 3.313 | 3.214 | 3.272 | 3.208 |

## Kinh tế
Dưới đây là số đầu gia súc tại Taragt qua các năm:
| 2007    | 2008    | 2009    | 2010   | 2011   |
| ------- | ------- | ------- | ------ | ------ |
| 146.704 | 165.149 | 161.724 | 55.280 | 82.282 |